# Рубио, Фернандо
Фернандо Рубио Агуадо (исп. Fernando Rubio Aguado, род. 28 февраля 1929) — испанский и уругвайский шахматист.
До 1955 г. жил в Испании. В составе сборной Испании участвовал в предварительном турнире командного чемпионата Европы.
Чемпион Уругвая 1956 г.
В 1957 г. представлял Уругвай в зональном турнире. В том же году участвовал в крупных международных турнирах в Мар-дель-Плате и Сан-Паулу (в Мар-дель-Плате разделил последнее место, однако особую известность в Латинской Америке ему принесла боевая ничья с победителем турнира П. П. Кересом).
В начале 1960-х гг. отошел от активной игры. Жил в Кампинасе, где тренировал местную клубную команду «Semanal de Cultura Artística».

## Спортивные результаты
| Год  | Город          | Соревнование                                         | + | −  | = | Результат | Место |
| ---- | -------------- | ---------------------------------------------------- | - | -- | - | --------- | ----- |
| 1955 | Люксембург     | Квалификационный турнир командного первенства Европы | 2 | 1  | 1 | 2½ из 4   |       |
| 1956 |                | Чемпионат Уругвая                                    |   |    |   |           | 1     |
|      | Монтевидео     | Международный турнир                                 | 4 | 6  | 1 | 4½ из 11  | 7—8   |
| 1957 | Мар-дель-Плата | Международный турнир                                 | 3 | 12 | 2 | 4 из 17   | 17—18 |
|      | Сан-Паулу      | Международный турнир                                 | 7 | 3  | 1 | 7½ из 11  | 4     |
|      | Рио-де-Жанейро | Зональный турнир                                     | 3 | 7  | 5 | 5½ из 15  | 11—12 |